# Encentrum stechlinense
Encentrum stechlinense är en hjuldjursart som beskrevs av Koch-Althaus 1962. Encentrum stechlinense ingår i släktet Encentrum och familjen Dicranophoridae. Inga underarter finns listade i Catalogue of Life.